# Woodhenge von Little Catwick
Das Woodhenge von Little Catwick liegt in einem Steinbruch in Little Catwick in der Nähe von Hornsea, im East Riding of Yorkshire in England. Es wurde 2018 auf Luftaufnahmen entdeckt und im Spätneolithikum oder in der frühen Bronzezeit aus Pfählen erbaut. Der Name "Woodhenge" ist an ein in Wiltshire, England gelegenes Henge angelehnt. In England gibt es etwa 50 bekannte Henge, darunter einige aus Holz. Das einzige andere in East Yorkshire war jedoch aus Stein.
Der Pfostenkreis war mit einem Graben und einem Wall umgeben. Experten gehen davon aus, dass es im Nordwesten und Südosten Zugänge gab. In der Mitte wurde eine Grube mit zerbrannten Steinen entdeckt. Die Forscher glauben, dass es sich um eine Bestattungsstätte handelte. Es ist möglich, dass dort Leichen hingebracht wurden, um eingeäschert und an anderer Stelle beigesetzt zu werden. Es wird vermutet, dass Little Catwick das älteste „Woodhenge“ in East Yorkshire ist.
Little Catwick Quarry ist der größte Kies- und Sandsteinbruch in Yorkshire.